# Distrito de Azamgarh
Azamgarh (en hindi; आज़मगढ़ ज़िला, urdu; اعظم گڑھ ضلع) es un distrito de India en el estado de Uttar Pradesh. Código ISO: IN.UP.AZ.
Comprende una superficie de 4 054 km².
El centro administrativo es la ciudad de Azamgarh. Dentro del distrito se encuentra el pueblo de Nizamabad.

## Demografía
Según censo 2011 contaba con una población total de 4 616 509 habitantes.